# Joseph-Noël Sylvestre

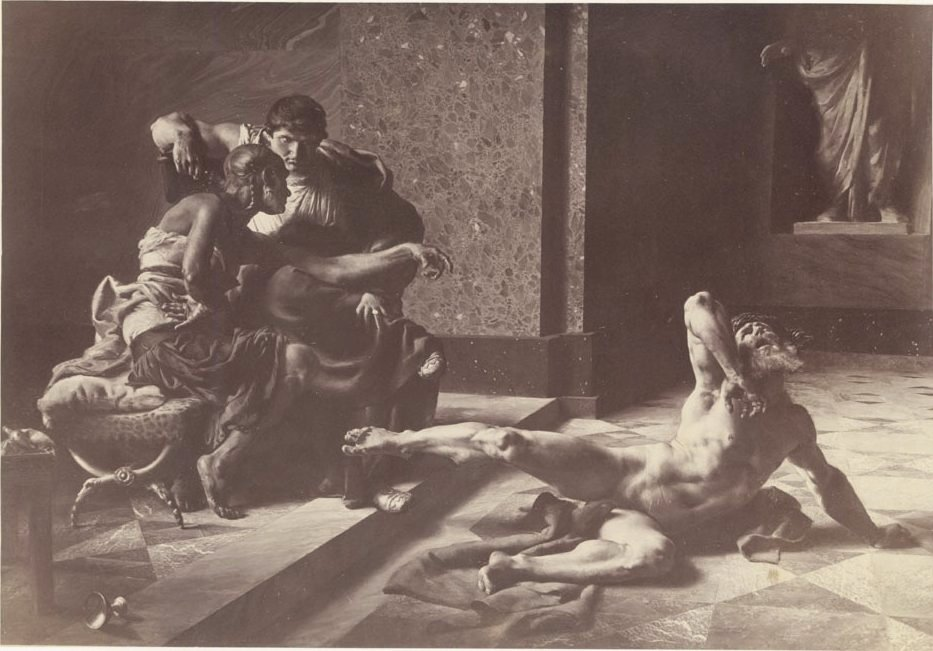
1876 mit dem Prix du Salon ausgezeichnet: Locusta testet in Neros Gegenwart das für Britannicus vorbereitete Gift (Original in Farbe)

Joseph-Noël Sylvestre (* 24. Juni 1847 in Béziers im Département Hérault; † 1926) war ein französischer Historien-, Genre- und Porträtmaler. Andere Schreibungen seiner Vornamen sind Joseph Noël, Joseph-Noel und Joseph Noel.
Zwischen 1869 und 1876 erhielt Sylvestre Auszeichnungen für einige seiner Historiengemälde. Etwa ab dem Beginn des 20. Jahrhunderts galt sein Historienstil jedoch nicht mehr als zeitgemäß, und heute ist Sylvestre nur noch wenig bekannt.

## Leben

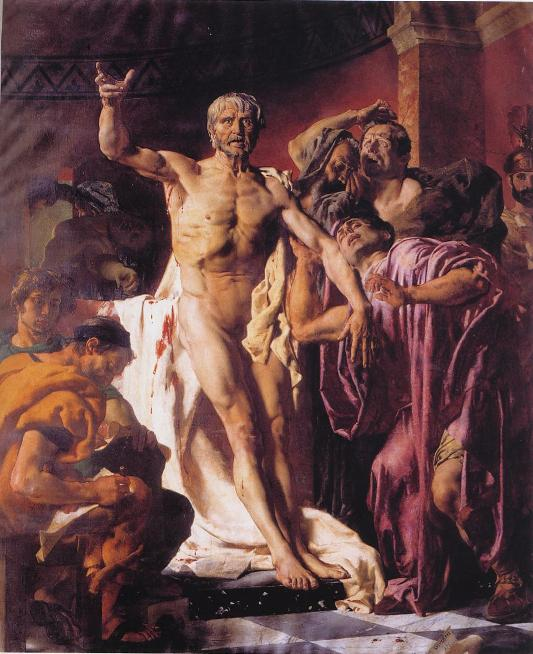
Der Tod des Seneca (1875)

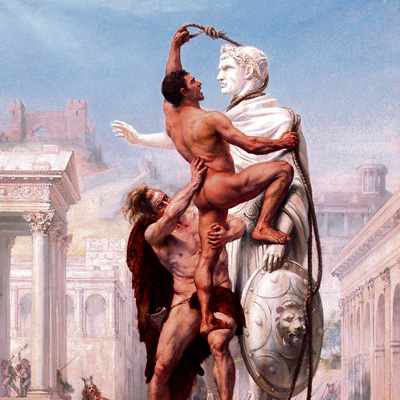
Detail der Plünderung Roms durch die Barbaren 410 (1890)

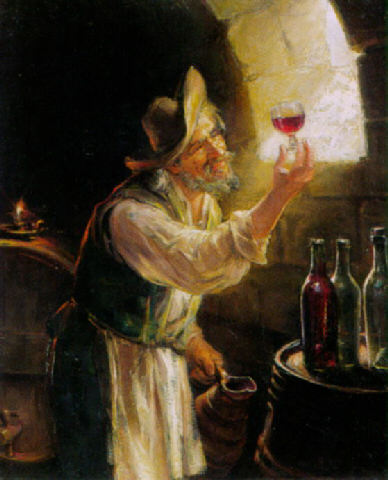
Kleinformatiges Weingemälde aus den späteren Jahren:
Ein guter Tropfen!

Sylvestre begann seine künstlerische Ausbildung in Toulouse, wo er unter anderem Thomas Coutures Durst nach Gold (Soif de l’or) kopierte. An der École des Beaux-Arts (Schule für Bildende Künste) in Paris wurde er Schüler von Alexandre Cabanel, von dem er im Stil des Akademischen Realismus („art pompier“) ausgebildet wurde.
1869 gewann er für sein Gemälde Soldat von Marathon (Soldat de Marathon, heute im Musée d’Art et Histoire in Auxerre) den dritten Platz beim Prix de Rome, einem angesehenen mehrjährigen Künstlerstipendium einschließlich Romaufenthalt. 1875 und 1876 erhielt Sylvestre die Medaille zweiter bzw. erster Klasse. 1876 wurde er für das Gemälde Locusta testet in Neros Gegenwart das für Britannicus vorbereitete Gift  beim Salon de Paris mit dem Prix du Salon ausgezeichnet. Der französische Staat und Käufer aus ganz Europa waren an Sylvestres Werken interessiert.
Seine Erfolge veranlassten Sylvestre zu einer Reise nach Rom, wo er sein monumentales Gemälde Die letzten Augenblicke von Kaiser Vitellius entwarf (1878 im Salon de Paris vorgestellt). In den folgenden Jahren schuf Sylvestre weitere großformatige Werke mit historischen, manchmal spektakulär-blutrünstigen Motiven, die zum Teil auch patriotische Züge trugen (1888 Der Gallier Ducar enthauptet den römischen General Flaminius in der Schlacht am Trasimenischen See, 1884 Die Ermordung Trencavels, 1893 François Rude bei der Arbeit auf dem Arc de Triomphe). Zu diesen Gemälden zählt auch Die Plünderung Roms durch die Barbaren im Jahr 410 (1890), in denen Sylvestre den Fall der Zivilisation des Alten Rom mit der Erinnerung an die Geschichte seiner gebürtigen Region (Gallia Narbonensis) verband. Später wechselte Sylvestre von seinen historisierenden römischen und westgotischen Motiven zu Darstellungen von Musketieren und Weingenuss im Stile Ernest Meissoniers und Ferdinand Roybets.
1967 erwarb das Museum der Schönen Künste in Sylvestres Heimatstadt Béziers 97 Zeichnungen des Malers. Dem Museum gehören auch mehrere Gemälde. 2005 widmete es Sylvestre eine Retrospektive.

## Werke
Namhafte Werke Sylvestres sind unter anderem:
- 1873 – Schäferspiel (Le jeu des bergers)
- 1875 – Der Tod des Seneca (La Mort de Sénèque)
- 1876 – Locusta testet in Gegenwart Neros das für Britannicus vorbereitete Gift (Locuste essaye en présence de Néron le poison préparé pour Britannicus)
- 1878 – Die letzten Augenblicke von Kaiser Vitellius (Derniers moments de Vitellius César)
- 1882 – Der Gallier Ducar enthauptet den römischen General Flaminius in der Schlacht am Trasimenischen See (Le Gaulois Ducar décapite le général romain Flaminius à la bataille de Trasimène)
- 1884 – Die Ermordung Trencavels (L’Assassinat de Trencavel)
- 1890 – Die Plünderung Roms durch die Barbaren im Jahr 410 (Le Sac de Rome par les barbares en 410)
- 1893 – Danton umarmt den Leichnam seiner Frau (Danton embrasse le cadavre de sa femme)
- 1893 – François Rude bei der Arbeit auf dem Arc de Triomphe (François Rude travaillant sur l’Arc de Triomphe)